# Aidar Beqschanow
Aidar Bulatuly Beqschanow (kasachisch Айдар Булатұлы Беқжанов, russisch Айдар Булатович Бекжанов, Aidar Bulatowitsch Bekschanow; * 20. Mai 1993 in Aqtöbe) ist ein kasachischer Shorttracker.

## Werdegang
Beqschanow debütierte im September 2009 in Peking im Shorttrack-Weltcup und belegte dabei den 67. Platz über 1000 m und den 54. Rang über 500 m. Bei den Olympischen Winterspielen 2010 in Vancouver errang er den 28. Platz über 1000 m. Sein bestes Resultat bei den Shorttrack-Weltmeisterschaften 2010 in Sofia war der 17. Platz über 1000 m. Im November 2013 erreichte er in Moskau mit dem achten Platz über 500 m seine erste Top-Zehn-Platzierung im Weltcup. Bei den Olympischen Winterspielen 2014 in Sotschi belegte er den 29. Platz über 1500 m, den 20. Rang über 500 m und den fünften Platz mit der Staffel. Nach Platz zehn über 500 m in Calgary zu Beginn der Saison 2016/17, kam er in Salt Lake City und zum Saisonende in Minsk mit dem dritten Platz jeweils mit der Staffel erstmals im Weltcup aufs Podest. Bei den Shorttrack-Weltmeisterschaften 2017 in Rotterdam wurde er Sechster mit der Staffel. Bei der Winter-Universiade 2017 in Almaty wurde er Vierter über 1000 m und holte die Bronzemedaille mit der Staffel.

## Persönliche Bestzeiten
| Strecke | Zeit          | Aufstelldatum und -ort      |
| ------- | ------------- | --------------------------- |
| 500 m   | 40,755 s.     | 11. Dezember 2016, Shanghai |
| 1000 m  | 1:25,634 min. | 21. März 2010, Sofia        |
| 1500 m  | 2:17,190 min. | 19. September 2015, Dresden |
| 3000 m  | 5:22.180 min. | 28. August 2010, Aqbulaq    |